# Hermann Wunsch (Verwaltungswissenschaftler)
Hermann Wunsch (* 19. April 1927; † 18. Dezember 2023) war ein deutscher Verwaltungswissenschaftler, Professor und Gründungsrektor der Hochschule Kehl, die er bis 1990 leitete.

## Leben
Bis 1971 war Wunsch Erster Landesbeamter des Landkreises Hochschwarzwald und wurde mit der Gründung der damaligen Staatlichen Höheren Verwaltungsfachschule in Kehl (ab 1973 Fachhochschule) zum Rektor ernannt. In Wunschs Amtszeit als Rektor fielen neben den Aufbaumaßnahmen nach Gründung der Hochschule Kehl unter anderem die Eröffnung des ersten Studentenwohnheims 1975, die Gründung des Hochschulorchesters 1983 sowie die Eröffnung der Hochschulmensa 1988. 1990 ging Wunsch in den Ruhestand. Wunsch starb am 18. Dezember 2023 im Alter von 96 Jahren.

## Schriften (Auswahl)
- Hermann Wunsch: Elfenbeinküste. Horlemann, Unkel 1990.
- Hermann Wunsch (Ko-Autor): Kommunalrecht in Baden-Württemberg. Boorberg, Stuttgart 1983. ISBN 3-415-01051-1
- Hermann Wunsch (Ko-Hrsg.): Handbuch für die Ausbildung des gehobenen Verwaltungsdienstes in Baden-Württemberg. Boorberg, Stuttgart 1980. ISBN 3-415-00817-7
- Hermann Wunsch (Ko-Autor): Gemeinderecht in Baden-Württemberg. Boorberg, Stuttgart 1975. ISBN 3-415-00384-1